# 클로이 켈리
클로이 매기 켈리(영어: Chloe Maggie Kelly, 1998년 1월 15일 ~ )는 잉글랜드의 여자 축구 선수로, 현재 잉글랜드 FA 여자 슈퍼리그에서 맨체스터 시티 WFC 에서 스트라이커로 활동하고 있다.